# Darius McCrary
Pour les articles homonymes, voir McCrary.
Darius McCrary est un acteur américain né le 1er mai 1976 à Walnut (Californie),(États-Unis). Il est connu pour avoir joué le rôle d'Edward « Eddie » Winslow dans la La Vie de famille.

## Filmographie
- 1987 : Big Shots : Scam
- 1988 : Mississippi Burning : Aaron Williams
- 1989 - 1998 : La Vie de famille (Family Matters) (série télévisée) : Edward « Eddie » Winslow
- 1990 : ABC TGIF (série télévisée) : Ed
- 1996 : Kidz in the Wood (en) (TV) : Tootooe
- 1997 : Don King: Seulement en Amérique (Don King: Only in America) (TV) : Muhammad Ali
- 1998 : Park Day : Andre Simmons
- 1999 : The Breaks : Shaquan
- 2000 : Something to Sing About (TV) : Tommy
- 2000 : Freedom ("Freedom") (série télévisée) : James Barrett
- 2001 : Kingdom Come : Royce Slocumb
- 2001 : 15 minutes (15 Minutes) : Detective Tommy Cullen
- 2002 : Vampires 2 : Adieu vampires (Vampires: Los Muertos) : Ray Collins
- 2002 : Hostage : FBI Commander
- 2003 : Le Cartel (feuilleton TV) : Truck Thomas
- 2005 : Marni et Nate (Committed) (série télévisée) : Browie James
- 2006 : Da Jammies (vidéo) : Dean Cransbury (voix)
- 2006: Dexter (série télévisée episode 10) Avocat de rita
- 2007 : Transformers : Jazz (voix)
- 2009 : Saw 6 : Dave
- 2009-2011 : Les Feux de l'amour : Malcolm Winters
- 2015 : The Leftovers : Isaac Rayney
- 2016-2018 : Star : Otis Leecan
- 2017 : Minority Report : saison 1 épisode 9 et 10 second rôle

## Récompenses et nominations

### Nominations
- nommé au Young Artists Awards pour son rôle dans Big Shots